# Meester van de Alexandre van Wauquelin

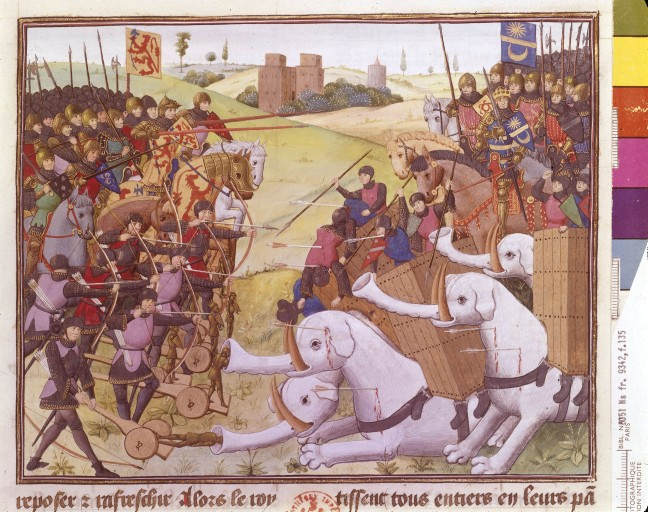
Veldslag tussen Alexander en Poros, Histoire d'Alexandre, Bibliothèque nationale de France Ms, fr. 9342

De Meester van de Alexandre van Wauquelin is de noodnaam voor een anoniem miniaturist die actief was tussen 1440 en 1460. Hij dankt zijn naam aan de verluchting die hij uitvoerde in een handschrift van Filips de Goede, de Histoire d'Alexandre, een vertaling door Jean Wauquelin, nu bewaard in Parijs in de Bibliothèque nationale de France als Ms, fr. 9342.

## Locatie
Léon Delaissé veronderstelde dat deze meester in Bergen werkzaam was geweest omdat de scribent Jean Wauquelin ook daar werkzaam was in die tijd, maar die lokalisering is ondertussen herzien, men denkt tegenwoordig veeleer aan Brugge op basis van stilistische vergelijking met andere handschriften.

## Stijlkenmerken
De meester was geen vernieuwer. Hij schilderde traditionele golvende landschappen met wegen en waterlopen, meestal met een hoge horizon. De heuvels bleven meestal kaal en hier en daar werd in het landschap een bosje bomen geplaatst. Door de hoge horizon kon hij veel figuren in de miniatuur plaatsen, die zijn meestal klein en in compacte groepen geschikt. De meester gebruikte nauwelijks het luchtperspectief maar liet het groen in de verte verbleken en zelfs evolueren tot geel. De objecten in de miniaturen zijn altijd even duidelijk uitgewerkt, ongeacht de afstand waarop ze zich bevinden. Ondanks het onderwerp, de veroveringen van Alexander de Grote, hebben noch de gebouwen noch de bewoners in het oosten exotische trekken, de modale Griek ziet er niet anders uit dan de modale Pers.

## Werken
De meester werd de Meester van de geste d'Alexandre genoemd door Léon Delaissé in 1955. Naast het eponiem werk had hij volgens hem ook meegewerkt aan een Valerius Maximus (Parijs, BnF , ms, fr. 6185) en aan een aantal folia in de Chroniques de Hainaut (Brussel, KBR, ms. 9422). Volgens het J. Paul Getty Museum maakte hij ook enkele miniaturen in het Llangattock-getijdenboek (Los Angeles, J. Paul Getty Museum,  Ludwig collection Ms. IX. 7.) en in een Vlaams getijdenboek (Los Angeles, J. Paul Getty Museum, Ms. 2). Ook het getijdenboek van Paulus van Overtvelt (gebruik van Doornik), gemaakt in Brugge zou voor een groot deel van de hand van deze meester zijn, naast een miniatuur van de drie-eenheid van de hand van Petrus Christus. Ook de Grote getijden van Filips de Stoute (Cambridge, Fitzwilliam Museum, Ms. 3-1954) waarvan een gedeelte in de 15e eeuw werd verlucht zou twee miniaturen van de hand van de meester bevatten.